# Ферст Банк (футбольний клуб)
ФК «Ферст Банк» (англ. First Bank F.C.) — нігерійський футбольний клуб з міста Лагос. Дата заснування невідома. Клуб перебуває під патронатом найбільшого банку країни First Bank of Nigeria. Окрім футбольного клубу банк опікується й іншими спортивними командами, зокрема баскетбольною.

## Історія
За підсумками 2012 року клуб вилетів з Національної ліги Нігерії, однак вже у наступному чемпіонаті знову підвищився у класі. Станом на 2014 рік «Ферст Банк» брав участь у змаганнях другого за значимість нігерійського дивізіону. Крім того, у 2010 та 2012 році команда стала переможцем Lagos Challenge Cup.

## Відомі гравці
- Майкл Одібе
- Еммануель Окодува
- Йеро Белло
- Віктор Деніран
- Тосін Досунму
- Чарлз Невуче
- Кунле Одунлами
- Нурудін Орелесі
- Оладіпупо Мартінс
- /  Віктор Ігбонефо